# Mascoutah
Mascoutah és una població dels Estats Units a l'estat d'Illinois. Segons el cens del 2000 tenia 5.659 habitants.

## Demografia
Segons el cens del 2000, Mascoutah tenia 5.659 habitants, 2.162 habitatges, i 1.571 famílies. La densitat de població era de 252,9 habitants/km².
Dels 2.162 habitatges en un 35,8% hi vivien nens de menys de 18 anys, en un 57,5% hi vivien parelles casades, en un 11,2% dones solteres, i en un 27,3% no eren unitats familiars. En el 23,7% dels habitatges hi vivien persones soles el 10,5% de les quals corresponia a persones de 65 anys o més que vivien soles. El nombre mitjà de persones vivint en cada habitatge era de 2,57 i el nombre mitjà de persones que vivien en cada família era de 3,05.
Per edats la població es repartia de la següent manera: un 26,4% tenia menys de 18 anys, un 8,5% entre 18 i 24, un 29,4% entre 25 i 44, un 21,5% de 45 a 60 i un 14,2% 65 anys o més.
L'edat mediana era de 38 anys. Per cada 100 dones de 18 o més anys hi havia 90,1 homes.
La renda mediana per habitatge era de 46.451 $ i la renda mediana per família de 55.018 $. Els homes tenien una renda mediana de 37.182 $ mentre que les dones 23.156 $. La renda per capita de la població era de 21.569 $. Aproximadament el 6,3% de les famílies i el 7,8% de la població estaven per davall del llindar de pobresa.

## Poblacions properes
El següent diagrama mostra les poblacions més properes.